# Bertolinia (tiểu vùng)
Bertolinia là một tiểu vùng thuộc bang Piauí, Brasil. Tiều vùng này có diện tích 11235 km², dân số năm 2007 là 38468 người.